# Claude Dupuy (humaniste)
Pour les articles homonymes, voir Claude Dupuy et Dupuy.
Claude Dupuy (en latin : Claudius Puteanus) est un magistrat et humaniste français, né à Paris en 1545, et mort dans la même ville le 1er décembre 1594.

## Biographie
Il était d'une famille originaire de Saint-Galmier dans le Forez, où ses cousins étaient châtelains. Son père, Clément Dupuy (1506 - 22 août 1554), était avocat au Parlement de Paris, jouissant d'une grande renommée ; le 23 août 1539 il épousa Philippe Poncet († 1586), et en 1550 acquit la seigneurie de Saint-Germain-Laval dans le Forez. Le couple eut trois enfants qui vécurent : Claude, Clément et Judith. Cette dernière épousa  Claude Séguier, sieur de La Verrière, maître particulier des eaux et forêts. Clément, devenu jésuite, fut plusieurs fois provincial de France, et mourut à Bordeaux le 16 avril 1598.
Claude fut à Paris l'élève de Jean Strazel, puis de Jean Dorat, d'Adrien Turnèbe et de Denis Lambin, tous quatre professeurs de grec au Collège des lecteurs royaux. « Enfant précoce », dit Adrien Baillet dans son Jugement des savants, il se passionna très jeune pour la langue grecque. En 1564, ayant achevé ses humanités, il partit faire son droit à Toulouse, en compagnie de Nicolas Le Fèvre et de Jacques Houllier (fils du fameux médecin, également futur magistrat humaniste). Revenant deux ans plus tard, il s'arrêta à Bourges suivre l'enseignement de Jacques Cujas, avec qui il se lia d'amitié. Il fut reçu avocat au Parlement de Paris le 17 novembre 1566. En 1568, il assista Denis Lambin pour son édition de Cornelius Nepos.
Le 28 mars 1570, il quitta Paris pour un voyage en Italie. Il se rendit d'abord à Venise, où il conversa longuement avec Alde Manuce le Jeune, et lui offrit ses corrections de Velleius Paterculus, que l'imprimeur fit figurer dans son édition de 1571. En juillet il était à Padoue, où il se lia d'une amitié durable avec Gian Vincenzo Pinelli, avec qui il devait correspondre tout le reste de sa vie. Il rencontra aussi Melchior Wieland (ou Guilandinus), le directeur du jardin botanique de Padoue, pour qui il éclaircit un passage de Strabon. Il partit ensuite pour Bologne, recommandé par Pinelli auprès de Carlo Sigonio. De là il gagna Rome, où il demeura de novembre 1570 à début février 1571. Il fréquenta la Bibliothèque vaticane, où il collationna notamment les œuvres de Salluste, et assista aux cours de droit de Marc Antoine Muret. Chez Fulvio Orsini il étudia les Panegyrici veteres et les œuvres de Sidoine Apollinaire. Pendant le voyage de retour, il s'arrêta brièvement à Florence : il avait une recommandation d'Orsini auprès de Piero Vettori. Revenu à Paris après une absence d'un an, il était désormais un humaniste accompli.
Alors que sa famille était en général du parti ultra-catholique (notamment son frère jésuite et deux de ses cousins capucins ; son cousin germain Louis Dupuy, châtelain de Saint-Galmier, organisa au printemps 1589 l'adhésion de la localité à la Ligue), lui-même, pilier du milieu humaniste parisien, fut du parti des politiques, prêchant la tolérance. Après la mort le 19 septembre 1575 du conseiller au Parlement Jean Morelet du Muiseau, il fut désigné pour le remplacer (lettres de provision datées du 23 septembre). Il prêta serment le 7 février 1576. Le 29 avril suivant, il épousait Claude Sanguin († 27 mars 1631), fille de Jacques Sanguin († 1587), seigneur de Livry, conseiller au Parlement, lieutenant-général des eaux et forêts, et surtout nièce du premier président Christophe de Thou (fille de sa sœur Barbe). Sa fille aînée, Anne, naquit le 1er février 1578, et son premier fils, Christophe, le 25 mai 1580, salué par un généthliaque latin de Jacques-Auguste de Thou.
En 1581, il fit partie de la chambre de justice de treize conseillers que Christophe de Thou désigna au roi Henri III pour être envoyée en Guyenne sévir contre les bandes de pillards qui y commettaient des exactions sans nombre. En faisaient aussi partie Jacques-Auguste de Thou, Pierre Pithou (procureur) et Antoine Loysel (avocat général), des amis très proches, et Adrien du Drac de Mareuil, qui était de sa parenté. Il quitta Paris le 10 décembre avec sa femme (les enfants étant laissés à sa mère), et ils sillonnèrent ensuite la Guyenne pendant deux ans et demi (la chambre siégeant successivement à Bordeaux, Agen, Périgueux et Saintes). Le 14 novembre 1582, le plus célèbre de ses fils, Pierre, naquit à Agen, et le 15 mai 1584 Clément naquit à Saintes.
La mission fut un succès et rehaussa le prestige du Parlement de Paris. De retour à Paris en juin 1584, Claude Dupuy, après plusieurs années d'une activité de magistrat à plein temps, put se consacrer de nouveau davantage aux lettres et aux sciences (notamment la botanique), inquiet comme ses amis des menaces de plus en plus pesantes de guerre civile. Il fut l'un des conseillers du Parlement qui furent arrêtés par le ligueur Jean Bussy-Leclerc et enfermés à la Bastille (16 janvier 1589). Il ne fut remis en liberté moyennant rançon que le 18 mars suivant. Il s'enfuit de la capitale peu après avec sa famille, et rejoignit la partie du Parlement repliée sur Tours : c'est dans cette ville que naquit le 24 septembre 1591 son fils Jacques, qui était le cinquième et portait le prénom de son parrain Jacques-Auguste de Thou. Il fut réintégré solennellement dans le Parlement le 24 juillet 1592, après avoir prêté serment qu'il n'avait jamais adhéré à la Ligue. Le 12 février 1594, la compagnie le députa auprès du roi Henri IV (avec son collègue Jean Scaron et le second président Jean Forget). Il put ainsi assister, le 27 février, au sacre du roi dans la cathédrale de Chartres, par l'évêque Nicolas de Thou, oncle de sa femme.
Les revendications dont il était porteur (confirmation du droit de remontrance du Parlement, et de tous les parlementaires dans leur office) furent satisfaites par le roi le 22 avril (Henri IV était rentré dans Paris le 22 mars). Mais la santé de Claude Dupuy s'était dégradée : la maladie de la pierre le faisait de plus en plus souffrir et il dut garder le lit dès son retour à Paris avec le roi, jusqu'au début du mois de juillet. Il ne put récupérer son hôtel particulier de Saint-Germain-des-Prés, que les ligueurs avaient saisi ; Pierre Pithou l'hébergea les premiers mois, puis il loua un hôtel.
Il mourut de sa maladie le 1er décembre, âgé à peine de quarante-neuf ans. Tous les magistrats du Parlement assistèrent à ses funérailles le 3, dans l'église Saint-Sulpice, et le premier président Achille de Harlay prononça son éloge funèbre. De ses fils, Christophe (25 mai 1580 - mort à Rome le 28 juin 1654) entra dans les ordres, fut aumônier du roi (1614 - 1616), puis se fit chartreux (prieur de la Chartreuse de Rome en 1636, procureur général de l'ordre en 1643) ; Augustin (11 juin 1581 - mai 1641) fut chanoine de la cathédrale de Chartres et prévôt ecclésiastique d'Ingré ; Clément (15 mai 1584 - tué à Avin, près de Liège, en 1635), fut écuyer du duc de Vendôme, puis commissaire de l'artillerie ; Nicolas (14 juillet 1594 - tué dans un combat naval contre les Turcs le 1er juillet 1625) fut chevalier de l'ordre de Malte. Mais les deux plus célèbres sont les bibliothécaires et humanistes Pierre Dupuy (1582 - 1651) et Jacques Dupuy (1591 - 1656), animateurs du Cabinet des frères Dupuy.

## Bibliothèque
Claude Dupuy, qui n'a rien publié, est surtout resté célèbre pour avoir fondé la bibliothèque familiale des Dupuy, léguée à la Bibliothèque royale de France après la mort de Jacques en 1657 (le « fonds Dupuy »). Un inventaire en fut fait juste après sa mort, du 20 au 31 janvier 1595, par l'imprimeur-libraire parisien Denis Duval. Cette bibliothèque contenait alors soixante manuscrits anciens, plus six paquets de livres manuscrits renfermant soixante-seize volumes estimés de moindre valeur, et 1882 volumes imprimés, dont 835 de plus grande valeur décrits dans l'inventaire. Les manuscrits venaient entre autres de l'abbaye de Corbie et de l'abbaye Saint-Victor de Paris. Parmi les plus célèbres, on relève :
- un manuscrit grec-latin des Épîtres de saint Paul (Paris. gr. 107 et A) ;
- un Tite-Live en onciales (Paris. lat. 5730) ;
- un Stace du IXe siècle (Paris. lat. 8051) ;
- un manuscrit de Commentarii notarum tironianarum, glossaire expliquant le système des notes tironiennes, de la fin du VIIIe siècle (Paris. lat. 8777) ;
- un manuscrit de l'Apologétique de Tertullien du IXe siècle (Paris. lat. 1623)
- le manuscrit des Excerpta Latina Barbari, du VIIIe siècle (Paris. lat. 4884).